# 李德賢
李德賢（1978年2月22日—），原本從父姓名為宋肇基，台灣前棒球選手，曾經效力於中華職棒中信鯨，2002年球季（中職13年）以16勝、183k、2.13防禦率奪得勝投王、三振王、防禦率王，是中華職棒第一位，台灣職棒史上第二位獲得三冠王的球員。並獲選為最佳進步獎、最佳十人獎、年度MVP，2004年遭到釋出。

## 經歷
- 台南縣善化國小少棒隊
- 台南市復興國中青少棒隊
- 台北體專青棒隊（五專前三年）
- 台北體院棒球隊（中信，五專後二年）
- 陸光棒球隊
- 中華職棒中信鯨
- 中華職棒La New熊隨隊練習
- 高雄市大眾鯨棒球隊投手教練
- 苗栗縣育民工家棒球隊投手教練

2004年與隊友楊松弦、洪啟峰等主力球員，遭到中信鯨解約。

## 職棒生涯成績

### 中華職棒
- (粗黑體字為該年度最佳或最高成績)

| 年度 | 球隊   | 出賽 | 先發 | 勝投 | 敗投 | 完投 | 完封 | 救援 | 中繼 | 奪三振 | 四死 | 投球局數 | 責失 | 防禦率 |
| ---- | ------ | ---- | ---- | ---- | ---- | ---- | ---- | ---- | ---- | ------ | ---- | -------- | ---- | ------ |
| 2000 | 中信鯨 | 23   | 14   | 7    | 7    | 1    | 1    | 0    | －   | 79     | 61   | 99.0     | 52   | 4.73   |
| 2001 | 中信鯨 | 34   | 14   | 6    | 5    | 2    | 0    | 1    | －   | 94     | 67   | 121.2    | 48   | 3.55   |
| 2002 | 中信鯨 | 32   | 27   | 16   | 8    | 5    | 0    | 0    | －   | 183    | 62   | 206.2    | 49   | 2.13   |
| 2003 | 中信鯨 | 15   | 8    | 3    | 4    | 0    | 0    | 1    | －   | 41     | 31   | 49.2     | 21   | 3.81   |
| 合計 | 4年    | 104  | 63   | 32   | 24   | 8    | 1    | 2    | 0    | 397    | 221  | 477.0    | 170  | 3.21   |

## 特殊事蹟
2002年榮獲勝投王、三振王、防禦率王、最佳進步獎、最佳十人獎、年度MVP

## 外部連結
- 李德賢在台灣棒球維基館上的頁面（繁體中文）
- 李德賢在中華職棒官網 （中文）和Baseball-Reference （英文）上的頁面

| 前任： 柏格   | 中華職棒勝投王 2002年                 | 繼任： 橫田久則 |
| 前任： 養父鐵 | 中華職棒三振王 2002年                 | 繼任： 勇壯     |
| 前任： 蕭任汶 | 中華職棒防禦率王 2002年               | 繼任： 威森     |
| 前任： 謝承勳 | 中華職棒最佳進步獎 2002年             | 繼任： 紀俊麟   |
| 前任： 羅敏卿 | 中華職棒年度最有價值球員 2002年       | 繼任： 張泰山   |
| 前任： 飛勇   | 中華職棒最佳十人獎（投手） 2002年     | 繼任： 柏格     |
| 前任： 謝長亨 | 中華職棒明星賽明星白隊先發投手 2002年 | 繼任： 潘威倫   |